# American Academy of Pediatrics
American Academy of Pediatrics (AAP) grundades 1930 av 35 pediatriker i syfte att etablera standarder för barnhälsovård. Mottot är "Dedicated to the health of all children." Organisationen har för närvarande 60 000 medlemmar och 390 anställda. AAP publicerar en tidskrift, Journal of the American Academy of Pediatrics.